# Lasiodora saeva
Lasiodora saeva là một loài nhện trong họ Theraphosidae.
Loài này thuộc chi Lasiodora. Lasiodora saeva được Charles Athanase Walckenaer miêu tả năm 1837.